# Presbytis comata
Presbytis comata là một loài động vật có vú trong họ Cercopithecidae, bộ Linh trưởng. Loài này được Desmarest mô tả năm 1822.

## Hình ảnh

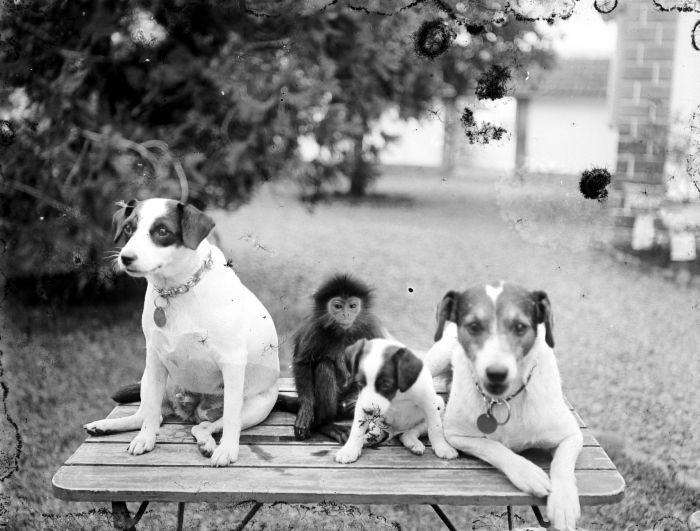